# Jochen Schmidt (Schauspieler)
Jochen Schmidt (vollständiger Name Hans-Joachim Peter Schmidt; * 2. April 1928 in Leipzig; † 17. Oktober 2001 in Düsseldorf) war ein deutscher Schauspieler, Regisseur und Hörspielsprecher.

## Leben
Jochen Schmidt studierte nach dem Abitur Schauspiel und Regie an der Schauspielschule Smolny-Heerdt in seiner Geburtsstadt, zusätzlich hatte er privaten Unterricht bei Peter Lühr. 1946 debütierte Schmidt an der Volksbühne Leipzig, ehe er 1950 an die Städtischen Bühnen nach Erfurt wechselte. In den 1950er Jahren siedelte Schmidt in die Bundesrepublik über und gastierte von 1956 bis 1959 am Nordmark-Landestheater Schleswig. Weitere Festengagements hatte er von 1959 bis 1961 am Staatstheater Braunschweig, das Hamburger Publikum sah ihn von 1961 bis 1969 am Thalia Theater. Bevor Schmidt ab 1970 freischaffend tätig war, hatte er noch Gastspiele an den Städtischen Bühnen in Münster und Freiburg. In Bad Hersfeld arbeitete er von 1984 bis 1986 als Oberspielleiter und Vizeintendant bei den dortigen Festspielen und übernahm nach dem Tod Karl Vibachs im Sommer 1987 auch für kurze Zeit den Posten des Intendanten. 1986 gründete Schmidt das Freilichttheater Schloss Eichhof, das seitdem als zweite Festspielbühne genutzt wird.
Jochen Schmidt spielte in seiner Bühnenlaufbahn eine Reihe von unterschiedlichen Rollen. So war er in den Shakespeare-Stücken Othello als Jago und in Heinrich VI. als Titelfigur zu sehen, in Bertolt Brechts Mutter Courage und ihre Kinder gab er den Feldprediger. In Franz und Paul von Schönthans Klassiker Der Raub der Sabinerinnen verkörperte er den Theaterdirektor Striese, in Durchreise von Curth Flatow war er der jüdische Kaufmann Salomon. 1986 inszenierte Schmidt bei den Bad Hersfelder Festspielen das Lustspiel Die deutschen Kleinstädter von August von Kotzebue und im darauffolgenden Jahr Schillers Der Parasit. Weiterhin zeichnete er als Regisseur häufig für Stücke des britischen Autors Alan Ayckbourn verantwortlich, setzte aber auch Opern und Märchenaufführungen in Szene.
Nach seinem Kameradebüt in dem Film Glücksritter im Jahr 1957 war Jochen Schmidt bis Mitte der 1990er Jahre häufig im Fernsehen präsent. Neben Rollen in Fernsehspielen war er gastweise in bekannten Serien wie Hafenpolizei, Polizeifunk ruft, PS – Geschichten ums Auto und St. Pauli-Landungsbrücken zu sehen. Große Popularität erlangte er auch als Filmsohn von Inge Meysel in der Serie Ida Rogalski.
Jochen Schmidt war darüber hinaus als Sprecher für den Hörfunk tätig.

## Filmografie (Auswahl)
- 1957: Glücksritter
- 1963: Heute kündigt mir mein Mann
- 1963: Hafenpolizei – Der große Zufall
- 1965: Gestatten, mein Name ist Cox – Jedes Geschäft hat sein Risiko
- 1966: Der Fall Angelika
- 1967: Wenn der junge Wein blüht
- 1968: Das Ferienschiff (8 Folgen als Erster Offizier)
- 1968: Novemberverbrecher
- 1969: Polizeifunk ruft – Die Erpresser
- 1969–1970: Ida Rogalski (10 Folgen als Dieter Rogalski)
- 1970: Claus Graf Stauffenberg
- 1970: Der Polizeiminister
- 1971: Aus dem Alltag in der DDR: Dritter Versuch einer Rekonstruktion nach Berichten und Dialogen
- 1972: Hamburg Transit – Wie ihr das macht, ist eure Sache
- 1972: Agent aus der Retorte
- 1973: Gabriel
- 1973: Der Kreidegarten
- 1973: Black Coffee
- 1974: Tatort – Nachtfrost
- 1975: Motiv Liebe – Arbeitslos
- 1975: Tadellöser & Wolff (Ep. #1.2)
- 1975: PS – Geschichten ums Auto – Restalkohol
- 1976: Gesucht wird … – Franz Gellner
- 1978: Die schöne Marianne – Die Leute aus dem Wald
- 1978: Geschichten aus der Zukunft (Fernsehserie)
- 1979: St. Pauli-Landungsbrücken – Lizzy Matern
- 1979: Tatort – Freund Gregor
- 1980: I. O. B. – Spezialauftrag – Die Kasse muß stimmen
- 1982: St. Pauli-Landungsbrücken – Zwei ziehen zusammen
- 1982: Blut und Ehre – Jugend unter Hitler
- 1987: Ossegg oder Die Wahrheit über Hänsel und Gretel
- 1996: Stadtklinik – Klaras Opfer

## Hörspiele
- 1963: Die traurige Geschichte von Friedrich dem Großen – Autor: Heinrich Mann – Regie: Gerhard Lippert
- 1963: Zwischenlandung – Autor: Heinz Piontek – Regie: Fritz Schröder-Jahn
- 1963: Alchimons Apfel – Autorin: Zora Dirnbach – Regie: Gert Westphal
- 1963: Fünfzig Pfund für einen falschen Armenier – Autor: Karl Richard Tschon – Regie: Günter Siebert
- 1965: Zwischenfall in Vichy – Autor: Arthur Miller – Regie: Willi Schmidt
- 1966: Ein Stern ohne Namen – Autor: Michail Sebastian – Regie: Horst Loebe
- 1966: Philoktet – Autor: Sophokles – Regie: Fritz Schröder-Jahn
- 1967: Ein Brief aus Marokko – Autor: Otto Grünmandl – Regie: Gert Westphal
- 1967: A hard day's night – Autor: Anders Bodelsen – Regie: Gert Westphal
- 1967: Die Geschworenen – Autor: Ivan Klíma – Regie: Hans Rosenhauer
- 1969: Die kleinen Grünen – Autor: Reinhard Eichelbeck – Regie: Hans Bernd Müller
- 1969: Nach Mitternacht – Autor: Herbert Lichtenfeld – Regie: Fritz Schröder-Jahn und Willy Lamster
- 1970: Das Schloß im Zoo – Autor: Mile Stankovic – Regie: Gert Westphal
- 1970: Die schwarze Kerze – Autor: Edward Boyd – Regie: Gustav Burmester
- 1970: Ohne Ende – Autor: Roman Hlavac – Regie: Fritz Schröder-Jahn
- 1972: Großes Schnarchen eines Wappentieres – Autorin: Marianne Eichholz – Regie: Hans Rosenhauer
- 1972: Ausgeschlossen – Autor: Walter Kempowski – Regie: Fritz Schröder-Jahn
- 1974: Ein bedauerlicher Fall – Autor: Klas Ewert Everwyn – Regie: Günter Siebert
- 1976: Do it yourself! – Autor: Walter Moers – Regie: Günter Siebert
- 1981: Verbriefte Liebe – Autorin: Helga Schütz – Regie: Ursula Langrock
- 1988: Tantiemen für die Witwe (1. Teil) – Autor: Sebastian Goy – Regie: Bernd Lau
- 1995: Warum die Apachen Hüte tragen – Autor und Regie: Helmut Peters

## Theater
Städtische Bühnen Erfurt
- 1952: William Shakespeare: Wie es euch gefällt (Orlando) – Regie: Werner Wollek
- 1952: Herb Tank: Tanker Nebraska (Alabama Tucker) – Regie: Willy Semmelrogge
- 1952: Jean Baptiste Molière: Der Geizige (Cléante, Sohn des Hapagon) – Regie: Fritz Wendel
- 1952: Friedrich Schiller: Kabale und Liebe (Major Ferdinand von Walter) – Regie: Wilhelm Gröhl
- 1952: Miloslav Stehlik: Der Weg ins Leben (Lapotj) – Regie: Willy Semmelrogge
- 1952: George Bernard Shaw: Die heilige Johanna (Dunois, Bastard von Orleans) – Regie: Adolf Peter Hoffmann
- 1953: Johann Wolfgang von Goethe: Faust 1 (Michael) – Regie: Adolf Peter Hoffmann
- 1953: Hans Burger / Stephan Heym: Tom Sawyers großes Abenteuer (Jack Bancroft) – Regie: Hans-Dieter Schmidt
- 1953: William Shakespeare: Ein Sommernachtstraum (Demetrius) – Regie: Adolf Peter Hoffmann
- 1953: Friedrich Schiller: Wilhelm Tell (Konrad Baumgarten) – Regie: Willy Semmelrogge
- 1953: Ferdinand Bruckner: Eine Frau gegen Napoleon (Leutnant Rocca) – Regie: Hans Dieter Mäde
- 1954: Gotthold Ephraim Lessing: Nathan der Weise (junger Tempelherr) – Regie: Adolf Peter Hoffmann
- 1954: William Shakespeare: Viel Lärm um nichts (Borachio) – Regie: Fritz Wendel
- 1955: Hugo Engelbrecht / Willi Kollo: Besuch am Abend (Tänzer und Conferencier im „Pavillon“) – Regie: Rudi Neumann
- 1955: A. E. Scribe: Ein Glas Wasser (Fähnrich Nasham) – Regie: Horst Bonnet
- 1955: Horst Ulrich Wendler: Des Teufels drei goldene Haare (Teufel) – Regie: Horst Bonnet
- 1955: Heinar Kipphardt: Shakespeare dringend gesucht (Autor Zaun) – Regie: Karlheinz Carpentier
- 1955: William Shakespeare: Die Komödie der Irrungen (Antipholus von Ephesus) – Regie: Hans Dieter Mäde
- 1955: Friedrich Schiller: Wallenstein – Wallensteins Lager (1. Holkischer Jäger) – Regie: Eugen Schaub
- 1956: George Bernard Shaw: Die Häuser des Herrn Sartorius (Dr. Harry Trench) – Regie: Eugen Schaub